# アンジェリーナ・ジョーダン
アンジェリーナ・ジョーダン・アスター（Angelina Jordan Astar, 2006年1月10日 - ）は、ノルウェー・オスロ出身の歌手。ノルウェー、イラン、日本のミックス。

## 経歴
ノルウェーの首都オスロで生まれる。母方祖父は日本人。ノルウェーで育ちアメリカ合衆国にも一時期居住。オスロの学校でピアノ、ギター、フルート、バイオリンを習う。
2014年のノルスキ・タレンター（ノルウェーズ・ゴット・タレント）シーズン6で7歳の時に優勝を果たす。世界中のメディアで取り上げられたあと同年12月にノーベル平和賞コンサートで歌唱パフォーマンスする。
2014年に米国ネットフリックスのテレビドラマ『リリハマー』シーズン3の第8話にゲスト出演。2015年にデビューEP『My Christmas』（計3曲）や2017年のEP『Angelina Jordan』（計6曲）を発表し、翌年にデビューアルバム『It's Magic』をリリース。ジャズを主調とする。
2015年に著作『Mellom to hjerter』を発表して絵はアーティストの祖母が担当した。
ベルゲンでノルウェーのDJアラン・ウォーカーのコンサートやロンドンのO2アリーナで開かれたクインシー・ジョーンズの誕生日会にて歌唱パフォーマンスする。

## ディスコグラフィー

### アルバム
- It's Magic (2018年)

### EP
- My Christmas (2015年)
- Angelina Jordan (2017年)